# Distretto di Patuakhali
Il distretto di Patuakhali è un distretto del Bangladesh situato nella divisione di Barisal. Si estende su una superficie di 3.220,15 km² e conta una popolazione di 1.535.854  abitanti (dato censimento 2011).

## Suddivisioni
Il distretto si suddivide nei seguenti sottodistretti (upazila):
- Bauphal
- Galachipa
- Dashmina
- Kalapara
- Mirzaganj
- Patuakhali Sadar
- Dumki
- Rangabali